# Lamiarhinus
Lamiarhinus (лат.) — род мелких жуков-долгоносиков из подсемейства Cyclominae (Listroderini). Эндемики Южной Америки (Анды центрального Чили). Длина 5,7—6,8 мм. Рострум среднего размера; опушение состоит из щетинок и щетинковидных чешуек; 3-6-е сегменты жгутика усика вытянутые; переднеспинка с бугорками; надкрылья субпрямоугольные, сросшиеся по межэтральному шву. Lamiarhinus близок к родам подтрибы Listroderina из трибы Listroderini и близок к родам Acroriellus, Acrorius, Acrostomus, Germainiellus, Antarctobius, Hyperoides, Listroderes, Methypora, Philippius, Rupanius, Trachodema.
Питаются (как и другие близкие группы) листьями (имаго) и корнями растений (личинки). Среди растений хозяев: жук Lamiarhinus aelficus отмечен на Podanthus ovatifolius Lag. (Asteraceae).

## Систематика
Род включает 2 вида.
- Lamiarhinus aelficus Morrone, 1992
- Lamiarhinus horridus (Germain, 1896)